# 新名神高速道路有馬川橋橋桁落下事故
新名神高速道路有馬川橋橋桁落下事故（しんめいしんこうそくどうろ ありまがわはしはしげたらっかじこ）は、2016年4月22日に、建設中の新名神高速道路の工事現場で、橋桁が落下し、建設作業員10名が死傷した事故である。
日本における橋梁建設現場での橋桁落下事故は、1991年の広島新交通システム橋桁落下事故、1992年の尾道市内で発生した山陽自動車道での橋桁落下事故、1997年の北海道の千歳恵庭ジャンクションの橋桁落下事故、1998年の来島海峡大橋の工事用橋桁の落下事故がある。

## 事故の概要
2016年4月22日16時27分ごろ、神戸市北区道場町平田の新名神高速道路の有馬川橋（仮称・476m）の工事現場で、長さ約124m、重量約1350トンの鋼鉄製の橋桁の西側が約15m下の国道176号に落下した。現場の作業員によれば、「バチン」という大きな音がしたあと一瞬で崩れ出したという。落下の状況は、付近の店舗の監視カメラに写っており、橋桁が一度上下にゆっくり揺れ、その後数回弾んで落下した。揺れ始めから落下までの10秒間、現場下の国道176号を10台程度の車が通過したが、幸いにも巻き込まれた車両は無かった。
橋桁の建設には「送り出し架設工法」を採用していた。橋桁の送り出しが終了し、橋桁を降下させる準備の段階で落下事故が発生した。落下した橋桁は東側はクレーンで吊り上げ、西側は橋脚上の仮置き台に配置された4基のジャッキで浮かせた状態で置いてあり、30日に降下させ固定する予定であった。4基のジャッキは正方形に配置されていたが、南側の2基は橋桁とともに崩落していた。落下の約20分前に橋桁を吊り上げるためのセッティングビーム（仮受け桁）3基（計75トン）を橋桁西側に取り付けたところだったという。
現場には元請けの三井住友建設・横河ブリッジと、下請けの汐義建設工事（しおよしけんせつこうじ）の作業員約50人がおり、そのうち死傷者の10人は橋桁の上や足場で作業をしていた。

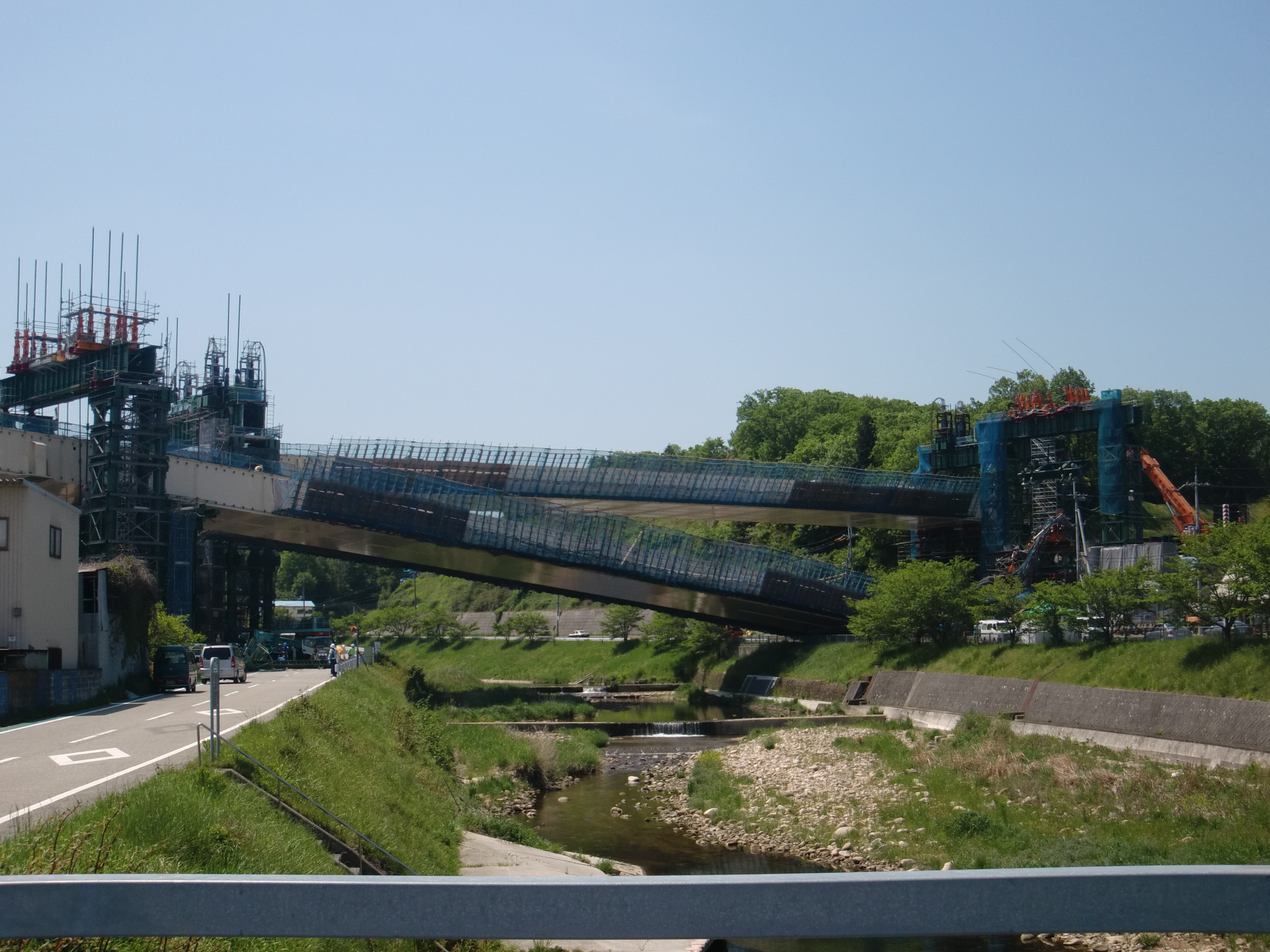
北側から見た事故現場全景2016年4月30日撮影、国道176号は閉鎖中。
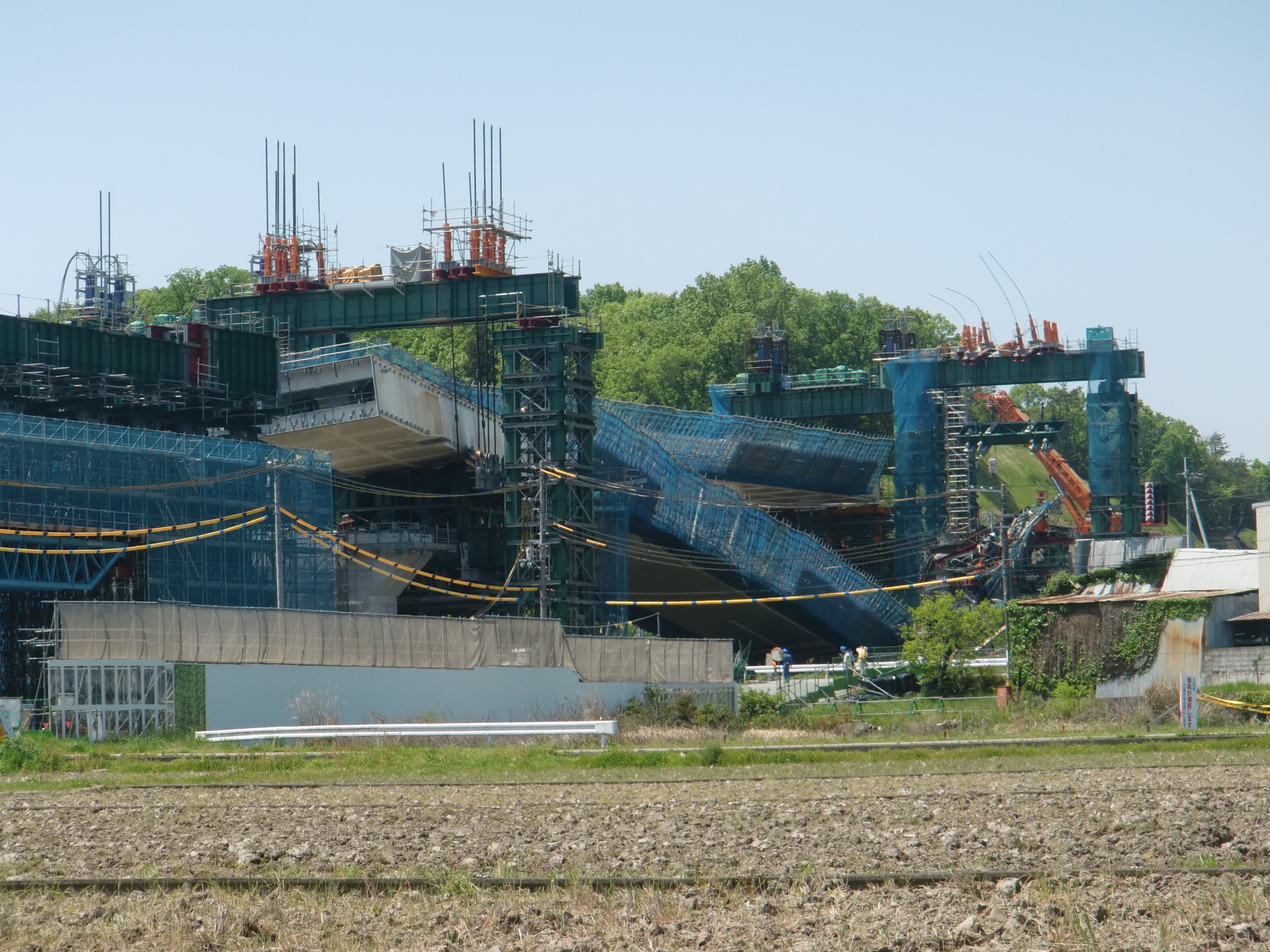
上り線側の橋げたが落下した。
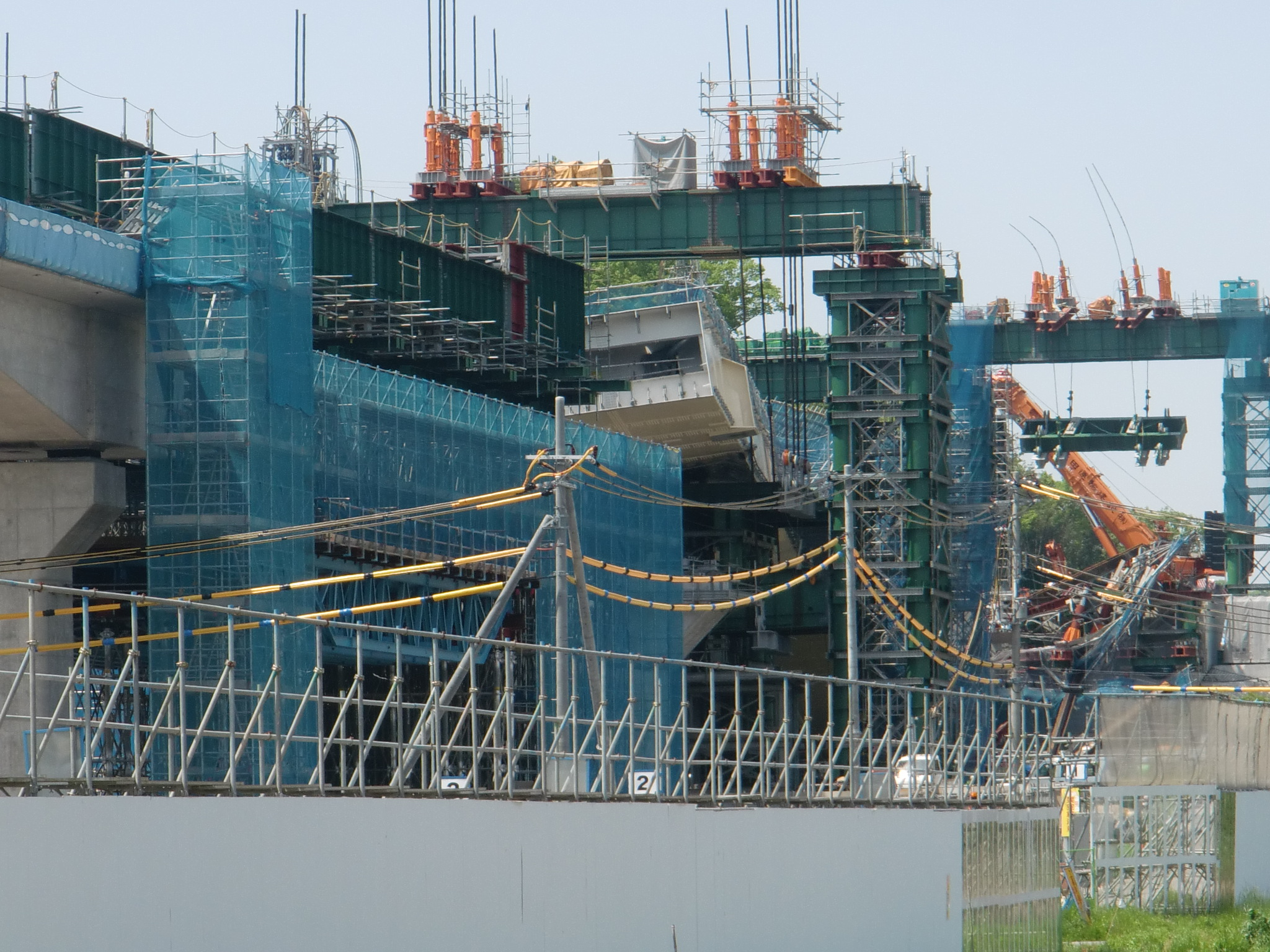
こちらから見て左に傾いて落下した。
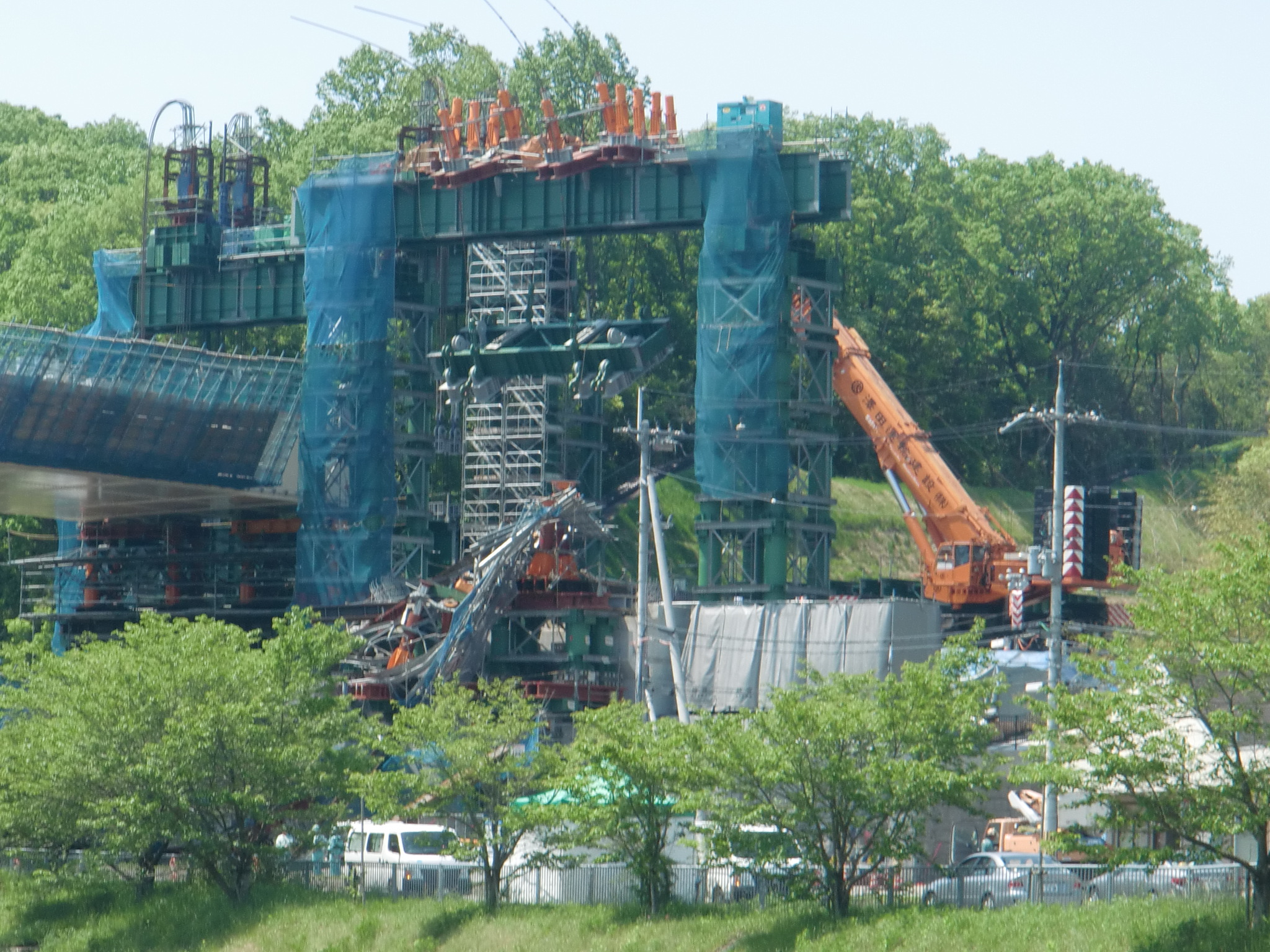
橋げたが乗るはずだった橋脚。

## 交通規制・迂回路
橋桁が落下した国道176号は2kmに渡って通行止めとなり、日下部交差点から天上橋交差点までの区間で兵庫県道15号神戸三田線が迂回路となった。また、NEXCO西日本は中国自動車道の西宮北ICから神戸三田IC間と、中国自動車道の西宮北ICから舞鶴若狭自動車道の三田西IC間の各相互間流出入について通行料を無料とする措置を取った。

## 対応
事業主のNEXCO西日本は、新名神高速道路の全ての工事を中止し、22日午後5時に関西支社長を本部長とする事故対策本部を立ち上げた。23日には、事故原因の究明、再発防止、今後の工事の対応方針等の検討のため「新名神高速道路 有馬川橋橋桁落下事故に関する技術検討委員会」を設置した。
兵庫県警察は24日午前、業務上過失致死傷容疑で工事を担当した横河ブリッジ大阪工場や下請けの汐義建設工事などの家宅捜索を行った。
兵庫労働局は事故を受けて、兵庫県内で施工中の比較的大きな橋の工事現場について緊急の立ち入り調査をすると発表した。工事発注者の同行も求める。
5月3日から施工業者により落下した橋桁の撤去作業に着手、完了までに1〜2か月を要した。橋桁が落下した国道176号は事故から約2か月半後の7月9日午前0時に開通した。兵庫県警察は「業務上過失致死傷罪」で、橋桁の解体部品を押収して鑑定を行うと伴に、事故原因の解明を行う。
その後、NEXCO西日本は施工計画の見直しを行い、事故時に採用していた橋桁を吊り上げて降ろす「吊り下げ方式」から、橋桁を下から支えながら降ろす「サンドル方式」に見直され、8月5日に工事を再開した。

## 影響
NEXCO西日本は、新名神高速道路の高槻 - 神戸間の開通時期について当初目標平成28年度末から平成29年度末へ変更した。そのうち、高槻 - 川西間の24kmについては一部トンネルの地滑り対策工事を行い、平成29年秋頃の部分開通を目標とすることとした。
高槻JCT/IC - 川西IC間は2017年（平成29年）12月10日に、川西IC - 神戸JCT間は2018年（平成30年）3月18日にそれぞれ開通した。